# Hans-Klaus Jungheinrich
Hans-Klaus Jungheinrich (* 26. Februar 1938 in Bad Schwalbach; † 17. Dezember 2018) war ein deutscher Kulturjournalist und Autor mit dem Schwerpunkt Musik.

## Leben
Hans-Klaus Jungheinrich studierte von 1958 bis 1962 Dirigieren und Komposition in Darmstadt und Salzburg.
Ab dem Jahr 1962 arbeitete er als Musikpublizist und Rundfunkautor.
Von 1968 bis 2003 war er Feuilletonredakteur und Musikkritiker bei der Frankfurter Rundschau. Ab 2003 arbeitete er als freier Autor.
Jungheinrich war Organisator von diversen Symposien.
Daneben war er Herausgeber von Komponistenmonographien.
Jungheinrich schrieb mehrere Bücher zum Thema Dirigieren, Neue Musik und Oper.
Im Jahre 2011 erhielt Jungheinrich die Goetheplakette der Stadt Frankfurt am Main. Er starb unerwartet im Dezember 2018 im Alter von 80 Jahren.
Hans-Klaus Jungheinrich wurde auf dem Waldfriedhof von Eppertshausen bestattet.

## Werk (Auswahl)
- Oper, Film, Rockmusik. Veränderungen in der Alltagskultur, Kassel: Bärenreiter, 1986, ISBN 3-7618-0770-8
- Der Musikroman. Ein anderer Blick auf die Symphonie, Salzburg: Residenz-Verlag, 1998, ISBN 3-7017-1128-3
- Unser Musikjahrhundert. Von Richard Strauss zu Wolfgang Rihm, Salzburg: Residenz-Verlag, 1999, ISBN 3-7017-1176-3
- mit Hans Werner Henze: Im Laufe der Zeit, Schott Music Verlag, Mainz, 2002, ISBN 978-3-7957-04698
- Was noch kommt ..., Schott Music Verlag, Mainz, 2004, ISBN 978-3-7957-05145
- Der Atem des Wanderers, Schott Music Verlag, Mainz, 2006, ISBN 978-3-7957-05602
- Woher? Wohin?, Schott Music Verlag, Mainz, 2007, ISBN 978-3-7957-01642
- Aufgehobene Erschöpfung, Schott Music Verlag, Mainz, 2009, ISBN 978-3-7957-06869
- Stimmen im Raum, Schott Music Verlag, Mainz, 2011, ISBN 978-3-7957-07736
- Sometime Voices, Schott Music Verlag, Mainz, 2013, ISBN 978-3-7957-08245
- In anderen Räumen, Schott Music Verlag, Mainz, 2016, ISBN 978-3-7957-08962
- Identitäten, Schott Music Verlag, Mainz, 2015, ISBN 978-3-7957-86366
- Spuren, Schott Music Verlag, Mainz, 2015, ISBN 978-3-7957-86427
- mit Rolf W. Stoll: Schwarze Milch und bunte Steine, Schott Music Verlag, Mainz, 2015, ISBN 978-3-7957-86472